# Araneus haematomerus
Araneus haematomerus är en spindelart som först beskrevs av Carl Eduard Adolph Gerstäcker 1873.  Araneus haematomerus ingår i släktet Araneus och familjen hjulspindlar. Inga underarter finns listade i Catalogue of Life.